# Кузьмино (Вязниковский район)
Кузьмино — деревня  в Вязниковском районе Владимирской области России, входит в состав муниципального образования «Город Вязники».

## География
Деревня расположена на берегу речки Шумарь в 15 км на юго-восток от Вязников.

## История
В конце XIX — начале XX века деревня входила в составе Ждановской волости Вязниковского уезда, с 1926 года — в составе Никологорской волости. В 1859 году в деревне числилось 29 дворов, в 1905 году — 31 дворов, в 1926 году — 65 дворов.
С 1929 года деревня являлась центром Кузьминского сельсовета Вязниковского района, с 1940 года — в составе Песковского сельсовета, с 1954 года — в составе Федурниковского сельсовета, с 1965 года — в составе Илевниковского сельсовета, с 2005 года — в составе Паустовского сельского поселения.
После переезда в Кузьмино семей художника-мультипликатора Валерия Качаева и его дочери, население деревни увеличилось. Качаев организовал артель «Кузьминская игрушка», производящую мягкие игрушки под одноимённым брендом.

## Население
| 2010 | 2021 |
| ---- | ---- |
| 3    | ↗7   |